# Michael Wittmann
Michael Wittmann, född 22 april 1914 i Vogelthal, död 8 augusti 1944 vid Gramesnil söder om Caen, var en tysk militär; SS-Hauptsturmführer (SS-kapten).

## Biografi
Michael Wittmann föddes i byn Vogelthal i Oberpfalz i Bayern. Han var andre son till bonden Johann Wittmann och hans hustru Ursula. Vid 19 års ålder år 1934 tog han värvning i Reichsarbeitsdienst. 
Wittmann var vid toppen av sin karriär kompanichef för andra kompaniet ur Schwere SS-Panzer-Abteilung 101. Han var under andra världskriget ett av Tysklands mest hyllade pansarbefäl och dekorerades med Riddarkorset av Järnkorset. Senare tilldelades han även eklöv och svärd till Riddarkorset för sina insatser på både öst- och västfronten. Hans skytt, Balthazar Woll, hade stor del i Wittmanns framgångar och dekorerades med Riddarkorset i januari 1944. Under striderna i Villers-Bocage i Normandie juni 1944 lyckades han att överraska en brittisk kolonn med stridsvagnar. Efter att ha skjutit sönder första vagnen, sköt han sönder den sista, och därefter alla i raden, tills ingen vagn återstod. Brittisk eld mot hans Tiger var verkningslös.
Wittmanns och hans besättning dödades den 8 augusti 1944 när deras Tigervagn träffades och exploderade. I dag är Wittmann begravd på en tysk kyrkogård i La Cambe i Frankrike.  
Enligt tyska Wehrmachts källor förstörde Wittmann och hans besättningar 138 stridsvagnar och ungefär lika många pansarvärnskanoner.

## Kommenderingar
- Soldat i 10. Kompanie/Infanterie-Regiment 19 (1934–1937)
- Inträde i 1. SS-Panzer-Division "Leibstandarte SS Adolf Hitler" (1 april 1937)
- Förare och sedan vagnschef i Leibstandartes spaningsavdelning (invasionen av Polen och slaget om Frankrike)
- Vagnschef på en Stug III i Leibstandartes stormkanonavdelning (fälttåget på Balkan och operation Barbarossa)
- Officersutbildning på SS-Junkerschule "Bad Tölz" (4 juni 1942 – december 1942)
- Utbildning på Tiger I-stridsvagnen (december 1942 – januari 1943)
- Vagnschef för en Tiger I  i 13. Kompanie/SS-Panzer-Regiment 1, SS-Panzer-Grenadier-Division "Leibstandarte SS Adolf Hitler" (januari 1943 – ?)
- Plutonchef i 13. kompaniet (schwere)/SS-Panzer-Regiment 1, 1. SS-Panzer-Division "Leibstandarte SS Adolf Hitler" (? – april 1944)
- Kompanichef för 2:a kompaniet Schwere SS-Panzer-Abteilung 101 (april 1944 – 8 augusti 1944)

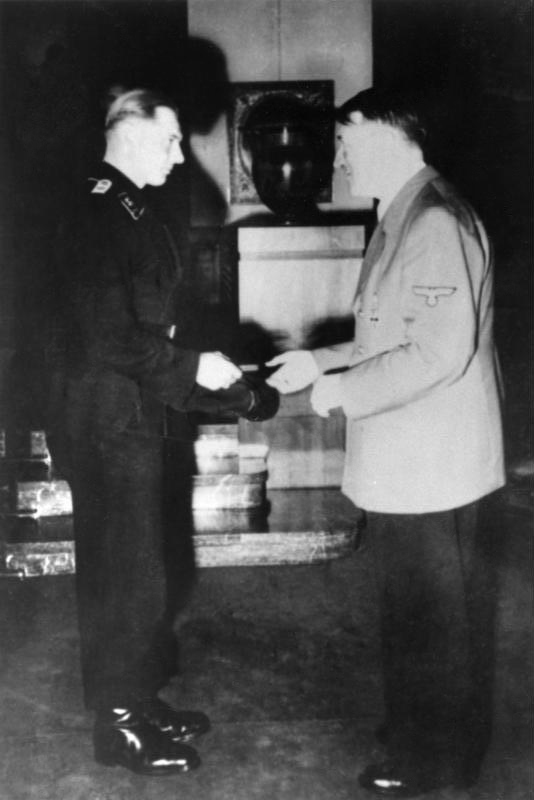
Adolf Hitler tilldelar Wittmann svärden till Riddarkorset med eklöv.

## Grader och befordringar
- SS-Mann: 1 april 1937
- SS-Sturmmann: 9 november 1937
- SS-Unterscharführer: 20 april 1939
- SS-Oberscharführer: 9 november 1941
- SS-Untersturmführer: 21 december 1942
- SS-Obersturmführer: 30 januari 1944
- SS-Hauptsturmführer: 21 juni 1944

## Utmärkelser
- Järnkorset av andra klassen: 12 juli 1941
- Järnkorset av första klassen: 8 september 1941
- Riddarkorset av Järnkorset med eklöv och svärd
  - Riddarkorset: 14 januari 1944
  - Eklöv: 30 januari 1944
  - Svärd: 22 juni 1944
- Såradmärket i svart: 20 augusti 1941
- Pansarstridsmärket i brons: 21 november 1941
- SS Hederssvärd
- SS-Ehrenring (Totenkopfring)